# Alena Morávková
Alena Morávková (29. července 1935 Hradec Králové – 25. prosince 2024 Praha) byla česká překladatelka, redaktorka, literární a divadelní historička a autorka.

## Život
Narodila se 29. července roku 1935 v Hradci Králové. Odmaturovala na zdejším Gymnáziu J. K. Tyla. Následující roky studovala na Filozofické fakultě Univerzity Karlovy, kde se věnovala převážně ruštině, francouzštině a ukrajinštině. Dále se zaměřovala na tetralogii. V roce 1958 zde získala titul promovaný filolog a o deset let později titul PhDr..
Většinu své kariéry pracovala jako redaktorka. Nejprve působila v Dilii a později v Ústavu jazyků a literatur Československé akademie věd. Mezi lety 1972 až 1989 byla nuceně ve svobodném povolání, protože veřejně nesouhlasila s okupací Československa sovětskou armádou v srpnu 1968.
Pro roce 1989 byla rehabilitována a začala pracovat v Ústavu pro českou a světovou literaturu ČSAV a poté ve Slovanském ústavu ČSAV, kde působila až do svého odchodu do důchodu.
Souběžně externě pracovala jako pedagožka na Filozofické fakultě Univerzity Karlovy a Divadelní fakultě Akademie múzických umění. I nadále překládala ruskou, ukrajinskou a francouzskou literaturu.
V roce 2021 obdržela Státní cenu za literaturu a překladatelské dílo.
Zemřela 25. prosince roku 2024 v Praze. Bylo jí 89 let.

## Dílo
- Bochníček pro dva (1986)[7]
- Milostná dueta (1989)
- Křížová cesta Michaila Bulgakova (1996)
- Děti stepní Hellady (2001)